# NGC 7657
NGC 7657 is een balkspiraalstelsel in het sterrenbeeld Toekan. Het hemelobject werd op 2 oktober 1836 ontdekt door de Britse astronoom John Herschel.

## Synoniemen
- ESO 148-12
- PGC 71456